# Кубок світу з біатлону 2017—2018 — етап 8
Восьмий етап Кубка світу з біатлону 2017—18 відбувався в норвезькому Осло, в парку Голменколлен  з 15  по 19 березня 2018 року. До програми етапу було включено 6 гонок:  спринт та мас-старт у чоловіків та жінок, відповідно, та дві естафети, чоловіча і жіноча.

## Призери

### Чоловіки
| Гонка:                 | Золото:                                                                        | Час                                                       | Срібло:                                                               | Час                                                       | Бронза:                                                         | Час                                                       |
| Спринт 10 км           | Генрік л'Абе-Лунд Норвегія                                                     |                                                           | Йоганнес Тінгнес Бо Норвегія                                          |                                                           | Мартен Фуркад Франція                                           |                                                           |
| Переслідування 12,5 км | Мартен Фуркад Франція                                                          |                                                           | Лукас Гофер Італія                                                    |                                                           | Йоганнес Тінгнес Бо Норвегія                                    |                                                           |
| Естафета 4 х 7,5 км    | Норвегія Ларс Гельге Біркеланн Генрік л'Абе-Лунд Тар'єй Бо Йоганнес Тінгнес Бо | 1:13:13.7 (0+0) (0+0) (0+2) (0+0) (0+1) (0+0) (0+0) (0+0) | Австрія Домінік Ландертінгер Фелікс Лайтнер Зімон Едер Юліан Ебергард | 1:14:03.0 (0+0) (0+2) (0+1) (0+1) (0+0) (0+1) (0+0) (0+0) | Росія Максим Цвєтков Антон Бабіков Дмитро Малишко Антон Шипулін | 1:14:10.8 (0+0) (0+1) (0+2) (0+0) (0+0) (0+1) (0+0) (0+1) |

### Жінки
| Гонка:               | Золото:                                                         | Час               | Срібло:                                                                   | Час            | Бронза:                                                             | Час              |
| Спринт 7,5 км        | Анастасія Кузьміна Словаччина                                   |                   | Дарія Домрачева Білорусь                                                  |                | Юлія Джима Україна                                                  |                  |
| Переслідування 10 км | Дарія Домрачева Білорусь                                        | 30:37.4 (1+0+1+0) | Анастасія Кузьміна Словаччина                                             | +9.2 (0+2+2+0) | Сюзан Данклі США                                                    | + 29.5 (1+0+1+0) |
| Естафета 4х6 км      | Франція Анаїс Шевальє Селья Емоньє Марі Дорен-Абер Анаїс Бескон |                   | Німеччина Марен Гаммершмідт Деніз Геррманн Франциска Пройс Лаура Дальмаєр |                | Італія Ліза Вітоцці Доротея Вірер Ніколь Гонтьє Федеріка Санфіліппо |                  |

## Досягнення
- Генрік л'Абе-Лунд здобув першу перемогу в кар'єрі (спринт).